# Лунное посольство

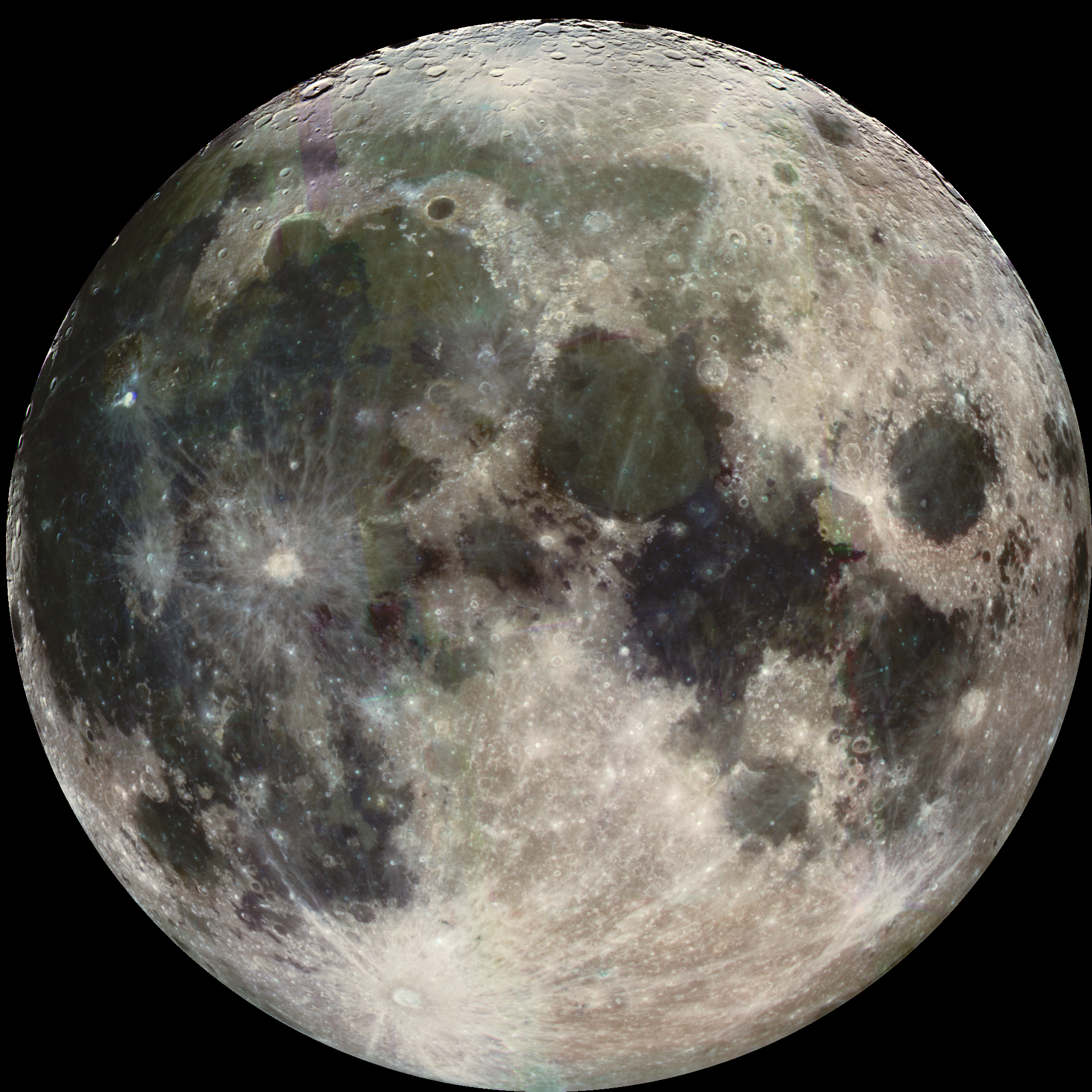

Лунное посольство — организация по продаже «сертификатов о владении» участками на внеземных объектах: Луне, Марсе и, реже, — на других планетах Солнечной системы. Полученные сертификаты не имеют юридической силы, так как, согласно Резолюции 2222 (XXI) генеральной ассамблеи Управления по вопросам космического пространства ООН (UNOOSA) 1966 года, космическое пространство, включая Луну и другие небесные тела, не подлежит национальному присвоению ни путём провозглашения на них суверенитета, ни путём использования или оккупации, ни любыми другими средствами. Таким образом, эти сертификаты могут быть расценены как оригинальный сувенир. Несмотря на виртуальную деятельность компании, лунные сертификаты пользуются повышенным спросом в качестве забавных подарков близким и друзьям.

## История
В 1980 году житель Калифорнии (США) Дэннис Хоуп обратил внимание на то, что естественные внеземные космические объекты официально никому не принадлежат. Согласно его трактовке, законодательство запрещает владеть звёздами и планетами лишь государствам и корпорациям, а для частных лиц, как он считает, такого запрета нет. Воспользовавшись своей трактовкой законодательства, Дэннис Хоуп объявил себя владельцем всех космических объектов Солнечной системы, кроме Земли и Солнца.

## Продажи
Поверхность видимой стороны Луны и других планет была разбита на участки, каждый из которых имеет свои собственные четкие координаты и регистрационный номер. Стандартный размер лунного участка составляет 1 акр, это примерно 40 соток. Так Деннисом Хоупом была создана регистрационная база данных, аналогичная российскому земельному кадастру. Каждая сделка фиксируется в головном офисе Лунного Посольства в США и ей присваивается регистрационный номер. Продажа участка одновременно нескольким лицам исключена. Вместе с договором (сертификатом) купли-продажи владелец участка получает карту поверхности планеты с отмеченным на ней участком и бланк Конституции, подтверждающий его права, как нового гражданина «Межпланетной республики».
Каждый купивший участок на Луне может получить несколько видов документов (иногда за отдельную плату): «Свидетельство о собственности», «Лунную Конституцию», «Карту Луны» и «Лунный паспорт».

## Другие претензии
Дэннис Хоуп далеко не первый, кто решил, что может претендовать на лунные территории. Луна давно была объектом имущественных притязаний. Фраза «я подарю тебе Луну» стала крылатой. Например, ещё в 1937 году А. Д. Линсдей из штата Джорджия предъявил претензии на «все планеты, острова в космосе и другие материи». В 1940-х годах многие посылали запросы в Администрацию по управлению землями (англ. US Bureau of Land Management) на лунные участки. В 1948 году Джеймс Томас Манган из Чикаго объявил себя Первым Представителем Нации Звёздного Пространства и предложил продавать «участки космоса» заинтересованным покупателям. В дальнейшем последовали и другие многочисленные попытки занять лунные территории, другие планеты или даже звёзды.
У компании «Lunar embassy» есть конкуренты. Наиболее серьёзный из них — компания «Lunar Registry», также торгующая участками на Луне. Между ними прошло несколько судебных разбирательств, причём на суде отстаивались не «права собственности», а авторские права.
Кроме того, появились компании, перепродающие уже купленные у «Лунного посольства» участки Луны и поделённые на более мелкие, такие как SeleneCity.com.